# Capo Bianco (Sicilia)
Capo Bianco è uno sperone di roccia bianco che si getta nel mar Mediterraneo presso Eraclea Minoa.
È situato nel comune di Cattolica Eraclea tra il borgo balneare di Eraclea Minoa e la foce del fiume Platani.

## Composizione geologica

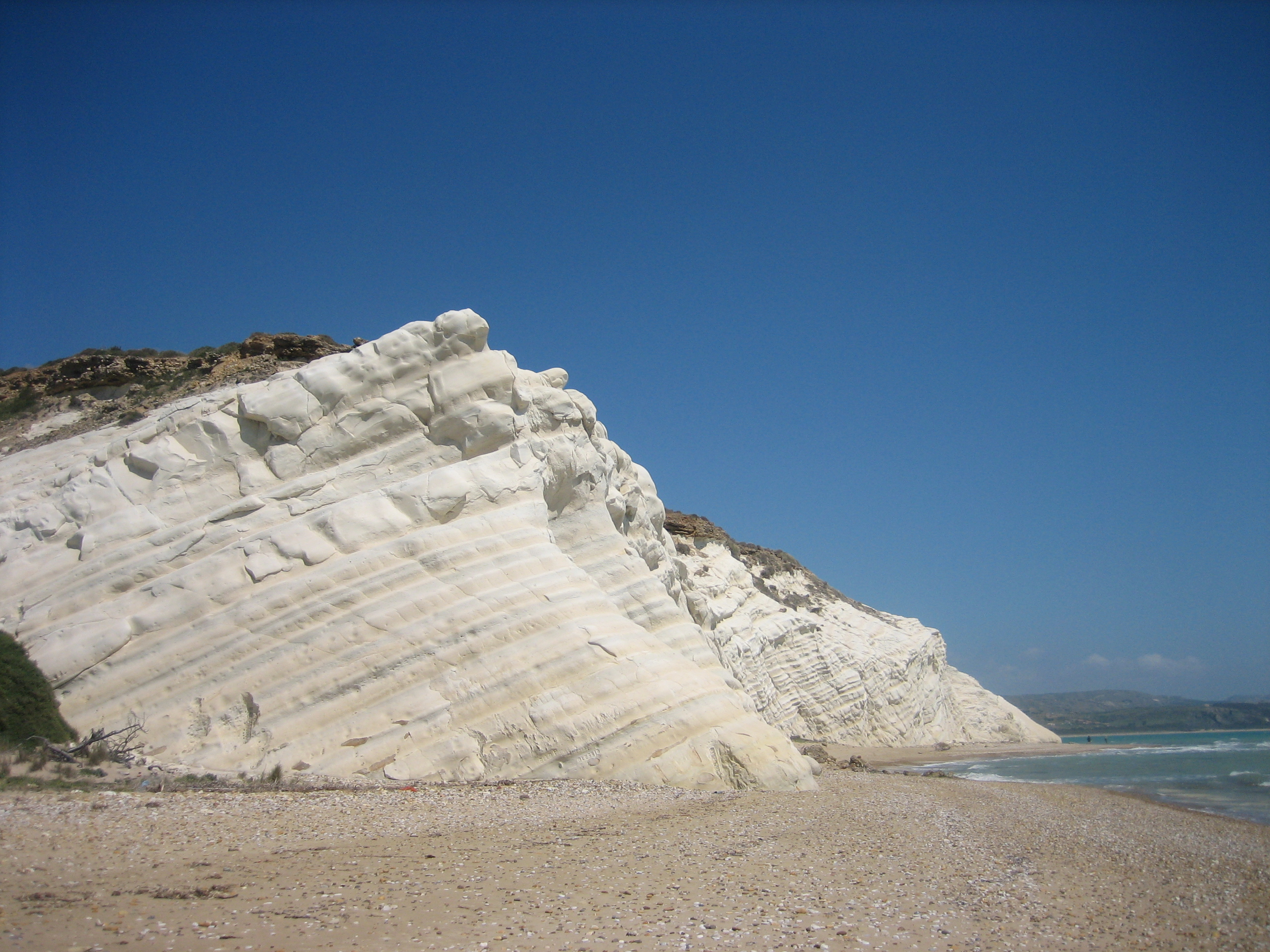
La formazione di marna argillosa di Capo Bianco

La falesia ha un colore bianco candido poiché in prevalenza costituita da gusci carbonatici di microfossili, in prevalenza Foraminiferi planctonici (globigerine), depositatisi per decantazione in ambiente di mare profondo. Le rocce di cui è composto questo promontorio si sgretolano spesso, e rotolando sulla spiaggia formano piccoli scogli.

## Storia
Al di sopra della falesia vi sono i resti dell'antica città greca di Eraclea Minoa fondata dai Selinuntini. I più importanti resti sono il teatro e la cinta muraria della quale si vedono ancora le fondamenta.

## Turismo
La spiaggia e gli scogli al di sotto della punta della montagna sono facilmente raggiungibili dalla spiaggia di Eraclea Minoa con una passeggiata di 5 minuti o scendendo dal dietro della falesia dopo essere passati attraverso le rovine dell'antica città.